# Guimiliau
Guimiliau är en kommun i departementet Finistère i regionen Bretagne i västra Frankrike. Kommunen ligger i kantonen Landivisiau som tillhör arrondissementet Morlaix. År 2022 hade Guimiliau 1 000 invånare.

## Befolkningsutveckling
Antalet invånare i kommunen Guimiliau
Referens:INSEE